# Émilien Pied
Émilien Pied SMM, auch Emiliano Pied, (* 26. Juli 1907 in La Chapelle-des-Marais, Département Loire-Atlantique; † 30. August 1962 in Bogotá, Kolumbien) war ein französischer römisch-katholischer Ordensgeistlicher und Apostolischer Präfekt von Vichada.

## Leben
Émilien Pied trat der Ordensgemeinschaft des Montfortaner bei und legte 1926 die Profess ab. Am 12. März 1932 empfing er das Sakrament der Priesterweihe. Papst Pius XII. bestellte ihn am 31. Juli 1956 zum ersten Apostolischen Präfekten von Vichada.
Pied starb im August 1962 in Bogotá im Alter von 55 Jahren und wurde in Villavicencio beigesetzt.